# Liliana Segre

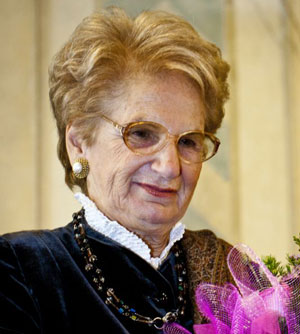
Liliana Segre, 2017

Liliana Segre (* 10. September 1930 in Mailand) ist eine italienische Überlebende des Holocaust, Unternehmerin und italienische Senatorin auf Lebenszeit.

## Biografie
Segre stammt aus einer jüdischen Familie und lebte gemeinsam mit ihrem Vater und den Großeltern väterlicherseits; ihre Mutter ist kurz nach ihrer Geburt verstorben. Ihr Vater Alberto Segre führte mit seinem Bruder Amedeo das gut gehende Mailänder Textilunternehmen „Segre & Schieppati“, das 1897 von Sergio Segre, dem Großvater von Liliana, gegründet worden war. Das beschauliche und wohlbehütete Leben der von ihrem Vater verwöhnten Liliana erfuhr mit der Verlautbarung der italienischen Rassengesetze (leggi razziali) im September 1938 und dem damit verbundenen Verbot, die Schule besuchen zu dürfen, einen ersten tiefgreifenden Einschnitt.

### Verfolgung und Deportation
Nachdem die Verfolgung der italienischen Juden immer größere Ausmaße angenommen hatte, versteckte sie ihr Vater zunächst mit falschen Dokumenten bei Freunden. Am 7. Dezember 1943 versuchte sie schließlich gemeinsam mit ihrem Vater und zwei Cousins die Flucht in die Schweiz. Die Schweizerischen Behörden verweigerten ihnen jedoch die Aufnahme und Segre wurde tags darauf in Selvetta di Viggiù in der Provinz Varese von Italienern verhaftet. Zu diesem Zeitpunkt war sie 13 Jahre alt. Nach sechs Tagen Aufenthalt im Gefängnis wurde sie nach Como und schließlich nach Mailand in das als Sammellager dienende San-Vittore-Gefängnis überstellt, wo sie 40 Tage lang inhaftiert war.
Am 30. Januar 1944 wurde sie vom Bahnhof Milano Centrale zusammen mit weiteren 704 jüdischen Gefangenen ins KZ Auschwitz-Birkenau deportiert, das sie sieben Tage später, am 6. Februar 1944, erreichte. Bei der Selektion wurde Segre für die Arbeit in einem Rüstungsbetrieb ausgewählt, die sie etwa ein Jahr lang verrichtete. 477 mit ihr aus Mailand angekommene Gefangene wurden bei der Selektion dagegen direkt in die Gaskammern geschickt.
Im Mai 1944 wurden auch ihre Großeltern deportiert und getötet. Die auf Segres Unterarm tätowierte Häftlingsnummer lautet 75190. Während ihrer einjährigen Gefangenschaft überstand sie drei weitere Selektionen. Ende Januar 1945 musste sie im Zuge der Evakuierung des Konzentrationslagers den Todesmarsch in Richtung Deutschland aufnehmen, ehe sie im KZ Malchow, einem Außenlager des KZ Ravensbrück, am 30. April 1945 befreit wurde. Erst im August kam sie wieder nach Mailand zurück. Liliana Segre war eine von 25 überlebenden italienischen Kindern unter 14 Jahren von den 776, die deportiert worden waren.

### Nachkriegszeit und Gegenwart
Nach ihrer Rückkehr wurde die Waise von ihrem kinderlos gebliebenen Onkel Amedeo Segre, den Liliana Segre als einen „Faschisten erster Stunde“ bezeichnete und der 1938 aus der Faschistischen Partei ausgeschlossen worden war, und seiner Frau Enrica Fumagalli adoptiert. Später heiratete sie und 1953 wurde ihr erster Sohn Alberto geboren. In den 1980er Jahren übernahm sie die Leitung des Familienunternehmens „Segre & Schieppati“, das sie etwa 20 Jahre lang führte, bevor sie die Leitung an ihre Tochter Federica übergab.
Heute ist Segre, besonders an Schulen und Universitäten, eine sehr aktive Zeitzeugin. Im Herbst 2019 wurde sie laut Medienangaben angesichts zahlreicher antisemitischer Hass-Nachrichten unter Polizeischutz gestellt und erhielt Solidaritätsbekundungen durch mehrere Politiker Italiens.
Am 13. Oktober 2022 eröffnete Liliana Segre als älteste anwesende Senatorin gemäß der Geschäftsordnung die XIX. Legislaturperiode des italienischen
Senats. In ihrer Eröffnungsrede nahm sie unter anderem Bezug auf den Marsch auf Rom und die Machtübernahme der Faschisten vor fast exakt 100 Jahren. Anschließend leitete sie die Wahl des neuen Senatspräsidenten, bei der Ignazio La Russa von Fratelli d’Italia und ehemaliger Militant im neofaschistischen MSI zum neuen Präsidenten des Senats gewählt wurde.

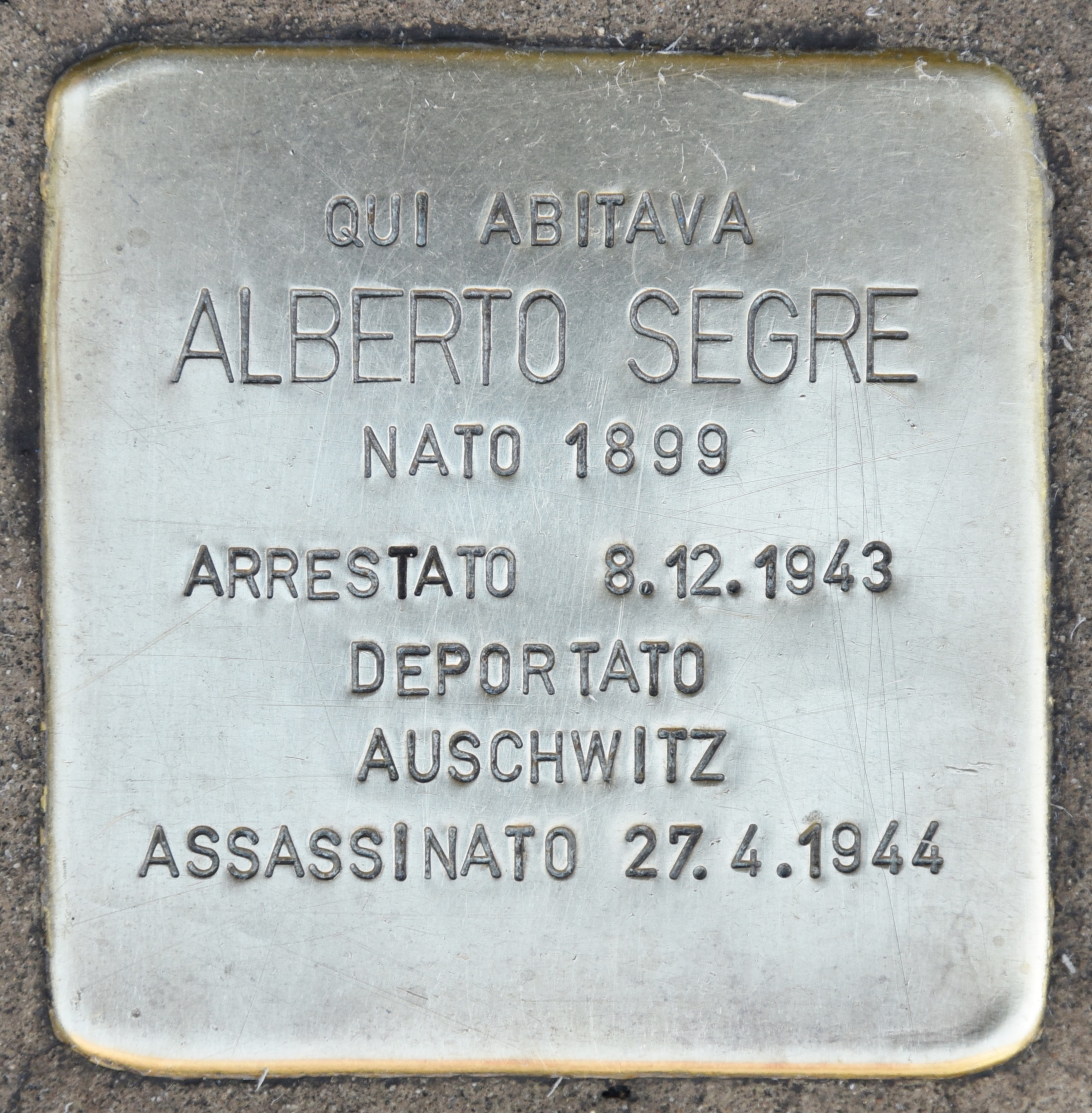
Stolperstein im Gedenken an ihren in Auschwitz ermordeten Vater Alberto Segre, verlegt vor ihrem Elternhaus in Mailand

## Ehrungen
- Die Universität Triest verlieh ihr am 27. November 2008 den Ehrendoktortitel der Rechtswissenschaft.[11]
- Am 19. Januar 2018 wurde sie vom italienischen Staatspräsidenten Sergio Mattarella zur Senatorin auf Lebenszeit ernannt.[12]
- Die Universität Bergamo verlieh ihr am 29. November 2019 den Ehrendoktortitel der Rechtswissenschaft.[13]
- Am 20. April 2020 wurde ihr vom deutschen Bundespräsidenten Frank-Walter Steinmeier das Große Verdienstkreuz mit Stern der Bundesrepublik Deutschland für ihren außergewöhnlichen Einsatz als aktive Zeitzeugin des Holocaust verliehen. Die Auszeichnung konnte ihr infolge der COVID-19-Pandemie vom deutschen Botschafter in Rom Viktor Elbling erst am 24. September 2021 feierlich übergeben werden.[14]
- Am 2. Oktober 2020 wurde sie vom französischen Staatspräsidenten Emmanuel Macron für ihren außergewöhnlichen Einsatz um die Menschenrechte mit dem Ritterorden der Ehrenlegion ausgezeichnet.[15]
- Am 17. November 2020 wurde ein Asteroid nach ihr benannt: (75190) Segreliliana. Die Asteroidennummer 75190 ist dieselbe, die sie als Häftlingsnummer hatte.[16]
- Am 11. Mai 2021 erhielt sie den Hauptpreis des erstmals vergebenen Simon-Wiesenthal-Preises des österreichischen Parlaments. Sie bekam den Hauptpreis, zusammen mit drei weiteren Zeitzeugen, stellvertretend für alle Zeitzeugen, weil sie ihr Leben in den Dienst der Erinnerung an die Schoah gestellt haben. Verliehen wurde der Preis durch Nationalratspräsident Wolfgang Sobotka (ÖVP) im Parlament in der Hofburg.[17][18] Überreicht wurde ihr der Preis durch Sobotka am 3. November 2022 im österreichischen Generalkonsulat in Mailand.[19]
- 2023 erhielt sie den Michel-Vanderborght-Award der FIR.[20]

## Veröffentlichungen (Auswahl)
- mit Daniela Palumbo: Fino a quando la mia stella brillerà. Piemme, Mailand 2015, ISBN 978-88-566-3949-0.
- mit Enrico Mentana: La memoria rende liberi: La vita interrotta di una bambina nella Shoah. Rizzoli, Mailand 2015, ISBN 978-88-17-07568-8.
- mit Enrico Mentana: Erinnern macht frei. Das unterbrochene Leben eines Mädchens in der Shoa. Aus dem Italienischen von Ulrike Schimming, Neofelis, Berlin, 2024, ISBN 978-3-95808-451-3
- Scolpitelo nel vostro cuore. Dal Binario 21 ad Auschwitz e ritorno: un viaggio nella memoria. Piemme, Mailand 2018, ISBN 978-88-566-6754-7.
- mit Gherardo Colombo: La sola colpa di essere nati. Garzanti, Mailand 2021, ISBN 978-88-11-81699-7.